# Obszar Zachodni Armii Krajowej
Obszar Zachodni Armii Krajowej, krypt. "Zamek" – struktura organizacyjna Armii Krajowej obejmująca północno-zachodni obszar przedwojennej Polski.
Z dniem 15 sierpnia 1944 r. komendantem Obszaru - z siedzibą w Łodzi (podówczas "Litzmannstadt" na terenie "Kraju Warty") – został mianowany płk. dypl. Zygmunt Miłkowski, ps. "Denhoff". W tym czasie Kwatermistrz Komendy Głównej AK. Nie zdołał podjąć tego obowiązku, ponieważ został, w trakcie przedostawania się do Łodzi zatrzymany przez Niemców i osadzony w obozie przejściowym dla ludności warszawskiej w Pruszkowie i stąd wysłany do KL Mauthausen, gdzie nierozpoznany jako oficer AK zginął 6 kwietnia 1945 r. podczas ewakuacji jego filii w Wiener Neudorf.

## Struktura organizacyjna
Do Obszaru Zachodniego należały dwa okręgi:
- Okręg Poznań Armii Krajowej
- Okręg Pomorze Armii Krajowej